# Tavadi

Tavadi por Niko Pirosmani.

Tavadi (en georgiano: თავადი, "príncipe"), lit. 'jefe / cabeza' [hombre], del georgiano tavi, "cabeza", con el prefijo de agente -di) fue un título feudal de Georgia que se empezó a usar en la Edad Media tardía y que generalmente es traducido al español como príncipe o, aunque menos comúnmente, como duque. 
El título fue designado para los príncipes dinásticos que eran jefes de las familias, similar al de mtavari que estaba en una posición más elevada. Los tavadis eran subordinados y vasallos de los reyes, reinas, mtavaris y batonishvilis, pero tenían inmunidades administrativas, judiciales y fiscales en sus dominios y también sus propias fuerzas militares. La clase feudal de nobleza más baja de Georgia tenía el título de aznauri que eran subordinados de los tavadis.